# Billie Hughes
Billie Keith Hughes (Graham, 4 aprile 1948 – Los Angeles, 3 luglio 1998) è stato un cantante, musicista e produttore discografico statunitense.
È noto principalmente per la sua carriera artistica di successo in Giappone, per essere stato la voce solista del gruppo Lazarus e per la collaborazione con Roxanne Seeman nella scrittura di brani per artisti come Philip Bailey, Phil Collins, Bette Midler, The Jacksons, The Sisters of Mercy, Wink, oltre che per il suo contributo alla musica per il cinema e la televisione. Ha ricevuto due candidature ai Premi Emmy.
Tra le sue composizioni più celebri figura Welcome to the Edge (とどかぬ想い, "Todokanu Omoi"), sigla della serie tv giapponese もう誰も愛さない (I'll Never Love Anyone Anymore), trasmessa nel 1991. Il brano ha venduto oltre 500.000 copie in Giappone, diventando il singolo internazionale più venduto dell'anno. Per questa canzone, Hughes ha ricevuto il Japan Gold Disc Award nella categoria "International Single of the Year" nel 1992.
La serie tv Mou Daremo Aisanai, con Welcome to the Edge come tema musicale, è stata nuovamente trasmesso nel 2019 su TVK (Television Kanagawa), nella regione metropolitana di Tokyo.

## Biografia

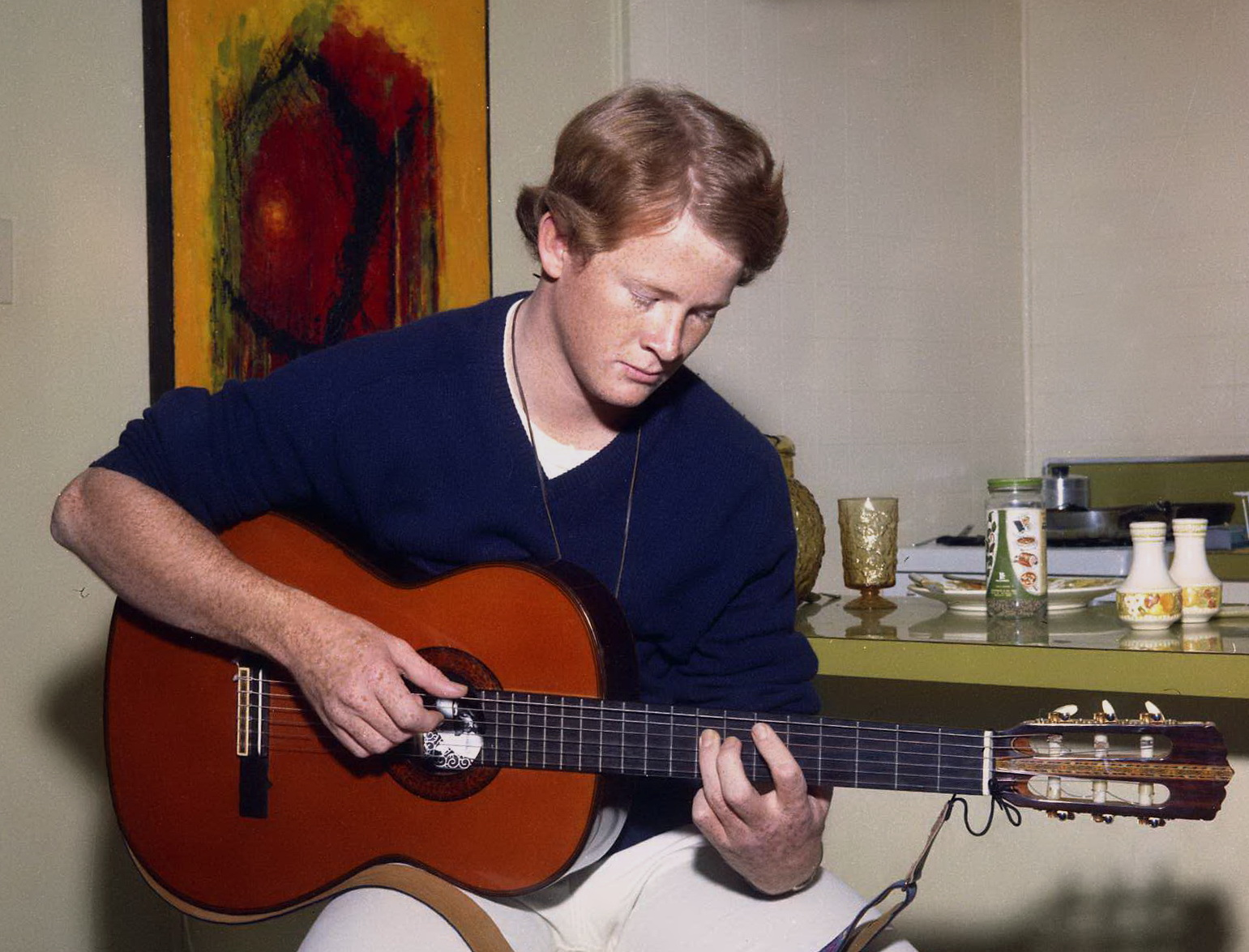
Billie Hughes all'Abilene Christian College campus - 1968

### Infanzia e formazione
Billie Keith Hughes nacque il 4 aprile 1948 a Graham, Texas, da Betty Capps e Billie Wayne Hughes (1924–2011), predicatore della Chiesa di Cristo, insegnante di matematica e appaltatore. Cresciuto in una famiglia religiosa, visse in varie città tra cui Sioux Falls (Dakota del Sud), Denver (Colorado) e Marble Falls (Texas). Il padre fu anche autore del libro Studying Angels e docente all’Abilene Christian University.
Hughes frequentò l’Abilene Christian College (oggi Abilene Christian University), dove fu primo violino dell’orchestra universitaria e membro del coro a cappella. Rifiutò una borsa di studio come violinista alla Boston University. Entrò nel gruppo musicale studentesco The ACCents, esibendosi in club e incontri religiosi sponsorizzati dalla Chiesa di Cristo in diversi stati americani.
Nel 1968 partecipò al tour orchestrale dell’ACC in Oklahoma, Kansas e Texas e suonò nell’orchestra che accompagnava il musical Oklahoma! per il raduno universitario. Co-fondò anche il gruppo Blue Sky Investment, che presentava arrangiamenti originali dei Beatles. Successivamente formò il trio Shiloh con Carl Keesee e Gary Dye. Dopo aver conosciuto Peter Yarrow (Peter, Paul & Mary), firmarono un contratto con Bearsville Records e si trasferirono a Woodstock, dove il gruppo prese il nome di Lazarus.

## Carriera

### Lazarus
Hughes iniziò la carriera discografica come leader del gruppo Lazarus, firmando per Bearsville Records sotto la direzione di Albert Grossman. I primi due album del gruppo furono prodotti da Peter Yarrow e Phil Ramone: Lazarus (1971) e A Fool's Paradise (1973). Il gruppo si esibì in tour negli Stati Uniti e in Canada, aprendo anche per Todd Rundgren. Il brano Eastward, scritto da Hughes, fu reinterpretato da The Lettermen, raggiungendo il 16º posto nella classifica Adult Contemporary di Billboard nel 1974. Nel 1976 Hughes vinse un Clio Award per la pubblicità “Life Savers” come miglior spot dell’anno.

### Carriera solista
Alla fine degli anni ’70, Hughes visse a London, Ontario (Canada), dove si esibì regolarmente in locali del circuito folk canadese come Smale’s Pace, Groaning Board, Riverboat Coffee House e in festival folk in tutto il Canada. In questo periodo fu occasionalmente accompagnato da David Bradstreet e dal bassista dei Lazarus Carl Keesee; a volte Lazarus si esibì come gruppo completo con Randy Kumano, Allan Soberman e Wayne Smith.
Il produttore John Capek, primo produttore indipendente a realizzare una registrazione per la CBC, produsse Hughes presso i suoi studi.
Nel gennaio 1978, la CBS Records Canada annunciò la firma di Hughes con un contratto discografico a lungo termine. Fu il primo artista dell’affiliata canadese a ottenere una distribuzione garantita negli Stati Uniti e il supporto per un tour completo. Una conferenza stampa per celebrare il contratto si tenne al Prince Hotel di Toronto. Hughes dichiarò l’intenzione di trasferirsi in Canada, richiedere la cittadinanza canadese e registrare a Los Angeles nei mesi successivi.
Nel 1982, pubblicò l’album Last Catch, accreditato a Horton, Bates & Best, riedito in digitale nel 2006 come A Tribute to Canadian Songwriters. Il disco includeva nove cover di brani di cantautori canadesi, tra cui Bruce Cockburn, David Wiffen, Brent Titcomb, David Bradstreet, Colleen Peterson e David Essig.

### Collaborazioni con Anne Murray
A Toronto, Hughes collaborò come corista per Anne Murray nel brano che dà il titolo al suo album Let’s Keep It That Way (1978). Negli anni '80, partecipò ai tour della Murray cantando le parti di duetto in Nobody Loves Me Like You Do e Now and Forever. Nel 1986, eseguì Now and Forever con lei agli American Music Awards.

### Dream Master
L’album Dream Master fu prodotto da Henry Lewy e registrato presso gli A&M Studios di Los Angeles. Il chitarrista José Feliciano partecipò come ospite nel brano Only Your Heart Can Say. Pubblicato nel 1979, fu ripubblicato a Osaka, in Giappone, nel 1982, mentre Hughes si esibiva nella città.

### Collaborazione con Roxanne Seeman
Nel 1982, Hughes incontrò Roxanne Seeman, dando inizio a una lunga collaborazione nella scrittura di canzoni. Quello stesso anno si trasferì in Giappone per esibirsi come solista in un club di Osaka, dove incontrò Jiroh Gotoh del gruppo Kamifusen. Insieme progettarono la registrazione di un album a Santa Monica.
Nel 1983, tornò a Los Angeles e produsse Here With Me, contenente brani di Gotoh, Hughes, Cherry Blossoms di Peter Yarrow e un adattamento giapponese di The Outside In di Carmine Coppola, Italia Pennino e Roxanne Seeman. Hughes cantò Stay Gold e The Outside In nella colonna sonora del film I ragazzi della 56ª strada (The Outsiders), composta da Coppola.
Here With Me fu pubblicato in Giappone nel 1984, seguito da Echo of Love nel 1986, prodotto a Toronto con membri della band di Anne Murray. I brani di Hughes e Seeman comparvero anche in Angel on the Roof (1991). Hughes e Seeman tornarono in Giappone, sviluppando il loro rapporto con la FujiPacific Music e ampliando il repertorio di registrazioni di artisti giapponesi, tra cui Wink e Yoshimi Iwasaki, prodotti da Bobby Watson dei Rufus.
Continuando la collaborazione con Roxanne Seeman, Hughes scrisse e produsse brani per dischi, film e programmi televisivi, lavorando con Phil Collins, Arif Mardin, Michael Omartian, George Duke e Reggie Lucas. I brani furono interpretati, tra gli altri, da Philip Bailey, The Jacksons, Bette Midler, The Sisters of Mercy, Randy Crawford, Al Jarreau, Melissa Manchester e il duo giapponese Wink.
Nel 1990, Hughes scrisse Welcome to the Edge con Seeman e Dominic Messinger per la soap opera Santa Barbara. La canzone fu usata come tema d’amore per due anni e registrata anche in versione femminile. La versione giapponese interpretata dalle Wink raggiunse la vetta delle classifiche.
Nel 1991, una nuova versione del brano fu scelta come sigla del dorama Mou Daremo Aisanai, diventando il singolo internazionale più venduto in Giappone. Hughes si esibì al Japan Grand Prix Awards 1992 trasmesso dalla NHK, dove ricevette il premio per il miglior singolo internazionale dell’anno.
Welcome to the Edge ricevette una candidatura agli Emmy per la miglior canzone originale. Hughes e Seeman ricevettero una seconda nomination per Dreamlove, brano della soap opera Another World.
Nel 2004, il brano Walking on the Chinese Wall (interpretato da Philip Bailey e prodotto da Phil Collins) scritto da Hughes e Seeman, fu eseguito nel concerto condotto da Alicia Keys The Great Wall Concert , il primo concerto pop mai tenuto sulla Grande Muraglia Cinese.

## Colonne sonore

### Martin Eden
Negli anni successivi, Hughes effettuò tournée negli Stati Uniti, in Canada e in Giappone, esibendosi come artista, e viaggiò in Giappone, Canada e Italia per registrare e produrre diversi progetti, incluso il suo singolo di successo Martin Eden (colonna sonora del film CBS), che raggiunse la top 5 in Europa.
Hughes scrisse il brano Martin Eden insieme ai compositori italiani Ruggero Cini e Dario Farina. Il brano è basato sul tema del compositore per la miniserie televisiva del 1979 Martin Eden, tratta dal romanzo di Jack London e diretta da Giacomo Battiato.
Le parti vocali di Hughes per Martin Eden furono registrate a Roma. Il singolo fu pubblicato in Europa, raggiungendo le posizioni di vertice nelle classifiche Billboard di vari paesi, come la seconda posizione in Svezia.

### The Outsiders
Per il film The Outsiders (I ragazzi della 56ª strada), Hughes interpretò le canzoni Stay Gold, scritta da Stevie Wonder insieme a Carmine Coppola, e The Outside In, scritta da Carmine Coppola, Italia Pennino e Roxanne Seeman, incluse nella colonna sonora originale.

### Little Monsters
Per il film Little Monsters, Hughes eseguì la canzone I Wanna Yell, scritta e prodotta da lui stesso insieme a Roxanne Seeman, utilizzata durante una scena di montaggio in cui i personaggi Maurice (interpretato da Howie Mandel) e Brian Stevenson (Fred Savage) combinano scherzi.
Inoltre, per lo stesso film, ha eseguito il brano Magic Of The Night, scritto e prodotto da Mike Piccarillo.

## Apparizioni televisive
- American Music Awards, 1986, con Anne Murray (Now And Forever)[49]
- NHK Grand Prix Gold Disc Awards, Giappone, 1992

## Morte
Billie Hughes morì il 3 luglio 1998 per un attacco cardiaco a Los Angeles. Gli sopravvissero i genitori, due figlie e la compagna Roxanne Seeman.

## Discografia

### Album
Con i Lazarus
- 1971 – Lazarus[12]
- 1973 – A Fool's Paradise

Da solista
- 1976 – Street Life
- 1979 – Dream Master
- 1981 – Horton, Bates & Best: The Last Catch[23][24]
- 1991 – Welcome to the Edge[42]
- 2006 – A Tribute to Canadian Songwriters (riedizione digitale)

### Singoli
- 1972 – "Warmth Of Your Eyes" (Lazarus)
- 1973 – "Ladyfriends I (Sing a Song to Your Lady)" (Lazarus)
- 1979 – "Martin Eden" (tema della miniserie Martin Eden)
- 1979 – "Stealin' My Heart Away" (7", promo)
- 1991 – "Welcome to the Edge" (CD, mini, singolo)

## Collaborazioni e apparizioni di rilievo
- 1972 – Peter (Peter Yarrow)  - cori in "River of Jordan" e "Take off Your Mask"
- 1976 – Street Life (CBC Radio Canada Broadcast Recording series)  - con i brani "Quiet Moment", "Gypsy Lady", "Dreams Come True"
- 1978 – Let's Keep It That Way (Anne Murray) - cori

## Crediti
- 1971 – "Blessed" (Lazarus)  - dall'album Lazarus
- 1971 – "Meanings Will Change" (Paul Stookey)  - dall'album Paul And[50]
- 1972 – "Warmth of Your Eyes" (Lazarus)  - dall'album Lazarus
- 1973 – "Ladyfriends I (Sing a Song to Your Lady)" – (Lazarus)  - dall'album A Fool's Paradise
- 1973 – "Blessed" (Paul Stookey)  - dall'album One Night Stand
- 1974 – "Eastward" (The Lettermen)  - dall'album Now And Forever
- 1974 – "Blessed" (Gene Cotton)  - dall'album In the Gray of the Morning
- 1976 – "Quiet Moment" (Billie Hughes)  - dall'album Street Life
- 1978 – "Quiet Moment" (Bob McBride)  - dall'album My World Is Empty Without You[51]
- 1979 – "Martin Eden" (tema della miniserie Martin Eden)
- 1979 – "Stealin' My Heart Away" (Billie Hughes)  - dall'album Dream Master
- 1979 – "Only Your Heart Can Say" (Billie Hughes)  - dall'album Dream Master
- 1980 – "Ändlösa vatten" (adattamento svedese di Martin Eden)  - interpretato da September[52]
- 1984 – "Walking on the Chinese Wall" (Philip Bailey)  - dall'album Chinese Wall
- 1985 – "Heart of Love" (Jamie Bond)  - colonna sonora The Heavenly Kid
- 1987 – "Love Is An Art" (Pernilla Wahlgren)  - dall'album Pure Dynamite)
- 1988 – "One Way" (Al Jarreau)  - dall'album Heart's Horizon
- 1989 – "The Blue Line" (Yoshimi Iwasaki)  - dall'album Tsuki-yo ni Good Luck)
- 1989 – "I Wanna Yell" (Billie Hughes)  - colonna sonora Little Monsters
- 1989 – "If You'd Only Believe" (The Jacksons)  - dall'album 2300 Jackson Street
- 1991 – "Welcome To The Edge"  - colonna sonora per Santa Barbara
- 1991 – "Todokanu Omoi" とどかぬ想い (One-Sided Love) (Billie Hughes)
- 1991 – "Welcome To The Edge" (Bon Chic)
- 1991 – "Night and Day" (Bette Midler)  - dall'album Some People's Lives
- 1991 – "Welcome To The Edge" (Billie Hughes)  - dall'album Welcome To The Edge
- 1991 – "Yoru no Tsuki, Hiru no Tsuki" (夜の月、昼の月, "Night Moon, Day Moon") (Wink)  - dall'album Queen of Love
- 1991 – "Jūnigatsu no Orihime" (12月の織姫, "Orihime in December") (Wink)  - dall'album Back to Front
- 1991 – "Omoide made Soba ni Ite (Welcome to the Edge) [Album Version]" (想い出までそばにいて) (Wink)  - dall'album Back to Front
- 1991 – "Like a Bird" (Wink)  - dall'album Each Side of Screen
- 1992 – "If You'd Only Believe" (Randy Crawford)  - dall'album Through the Eyes of Love
- 1993 – "Under The Gun" (The Sisters of Mercy)  - dall'album A Slight Case of Overbombing